# Karol Kulczycki
Karol Kulczycki (ur. 19 października 1966 w Górze) – polski duchowny rzymskokatolicki, salwatorianin, biskup diecezjalny Port Pirie od 2020.

## Życiorys
Urodził się 19 października 1966 w Górze. Dorastał w Czerninie. W latach 1981–1984 kształcił się w szkole zawodowej w Lesznie, po czym w latach 1984–1987 kontynuował edukację w technikum samochodowym w Głogowie. W 1987 wstąpił do zakonu salwatorianów w Bagnie, gdzie po rocznym nowicjacie odbył w latach 1988–1994 studia filozoficzno-teologiczne, zakończone uzyskanie magisterium. 28 maja 1994 w sanktuarium Najświętszej Maryi Panny Fatimskiej w Trzebini został wyświęcony na prezbitera przez kardynała Franciszka Macharskiego.
W latach 1994–1997 pracował w Salwatoriańskim Ośrodku Powołań, najpierw jako referent, a od 1996 dyrektor. W latach 1997–2018 posługiwał w Regionie Australijskim Polskiej Prowincji Salwatorianów. W latach 1998–1999 był wikariuszem w parafii w Esperance, a w latach 1999–2000 w Willetton. W latach 2000–2001 zajmował stanowisko proboszcza w Merredin. Od 2001 do 2004 pełnił funkcję kapelana w Chisholm College w Bedford. W latach 2005–2009 pracował jako proboszcz parafii w Greenmount. W latach 2010–2018 zajmował stanowisko superiora regionu australijskiego salwatorianów, a ponadto był kapelanem w Prendiville College w Ocean Reef i wikariuszem w miejscowej parafii. W latach 2011–2017 zasiadał w zarządzie komisji archidiecezjalnej Catholic Outreach w Perth. W latach 2013–2018 należał do salwatoriańskiej międzynarodowej komisji ds. powołań, a w 2018 został członkiem salwatoriańskiej międzynarodowej komisji ds. komunikacji. W 2018 objął stanowisko wiceprowincjała Polskiej Prowincji Salwatorianów w Krakowie.
1 sierpnia 2020 papież Franciszek prekonizował go biskupem diecezjalnym Port Pirie w Australii. Święcenia biskupie otrzymał 29 września 2020 w bazylice Najświętszego Serca Pana Jezusa w Trzebini. Głównym konsekratorem był arcybiskup Adolfo Yllana, nuncjusz apostolski w Australii, zaś współkonsekratorami Marek Jędraszewski, arcybiskup metropolita krakowski, i Jacek Kiciński, biskup pomocniczy wrocławski. Jako dewizę biskupią przyjął słowa „In Te Domine speravi” (W Tobie, Panie, zaufałem). Ingres do katedry św. Marka w Port Pirie odbył 28 października 2020.
W 2025 był współkonsekratorem podczas sakry biskupa diecezjalnego Bunbury Jerzego Kołodzieja.